# عانة (العراق)

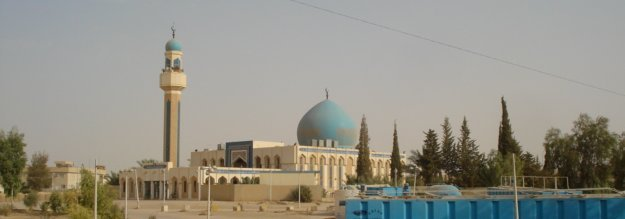
أحد مساجد عانة

عانة مدينة عراقية في محافظة الأنبار تقع على ضفاف نهر الفرات وتبعد نحو 212 كيلومترا غرب مدينة الرمادي، ويبلغ عدد سكانها 29,813 نسمة حسب إحصاء وزارة التخطيط العراقية لعام 2014م، وتعد من المدن العراقية القديمة وترتقي أخبارها إلى زمن الدولة الآشورية، وتعتبر مدينة عانة من أطول المدن القديمة فهي تمتد على ضفاف نهر الفرات اليمنى مسافة عشرين كيلومتراً، ومن خصوصيات الزراعة فيها أنها تتم بما يدعونه (حوائج) وإحداها (حويجة أو حويقة)، وهي تعني الأرض التي يحيط بها الماء كالجزيرة ويطبق ذلك في دورهم التي تكتنفها الأشجار المسقية من ماء نهر الفرات.
وتوجد في عانة عدة آثار إسلامية منها ما يقع في جزيرة تدعى (الباد) وفيها آثار منارة لمئذنة تبرز بين اطلال ديار قديمة وهي مثمنة الشكل ويبلغ عرضها خمسة أمتار وتغطيها مشكاوات محاطة باطر مستطيلة. وهذه المنارة فريدة في شكلها وعمارتها بالمقارنة مع منائر العراق حيث بنيت من كسر الحجر والجص. ويعتقد إنها تعود إلى القرن الحادي عشر الميلادي. ويوجد على مرمى حجر شمال عنة في مكان يدعى بالمشهد مبنى مسجد جامع قديم يدعى (مشهد) ويقال انه أصل قبيلة وعشيرة المشاهدة من تلك المنطقة وهو يرجع لعهد الدولة العباسية وكذلك الحال في جامع يقع جنوب المدينة ويدعى (مسجد الخليلية).

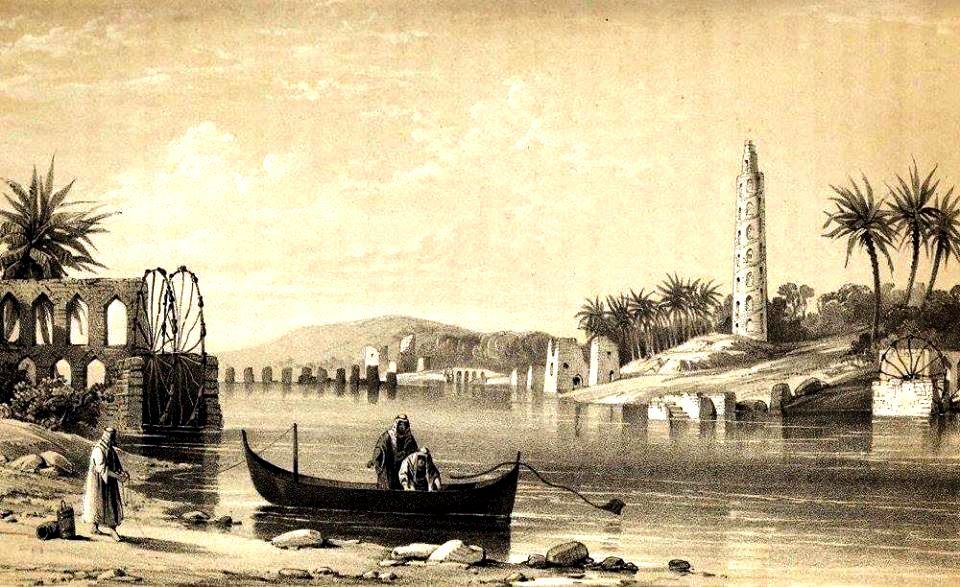
مدينة عانة عام 1837

الأفراد الذين تعود جذورهم إلى مدينة عانة يلقبون باسم «العاني» وينتشرون في العراق وسوريا. ومن البيوتات التي تسكن في المنطقة حالياً ولها جذور في تلك المنطقة [نبلاء عانة آل سيد حسين الدزدار  ... سادة عانة وأمراؤها في القلعة] وبيت (دلة علي) وكذلك توجد فيها عشائر النعيم وعشيرة جميلة والمشاهدة والجحيلات (ال كحلي) ويقال عنهم بانهم يرجعون إلى عشيرة المحامدة، وعائلة القاضي والذين يسمون بالسادة وبيت العامل الذين يرجع نسبهم إلى قبيلة الجبور، وفيها نسبة من الراويين ويطلق عليهم سواهيك (سواهيك عانة) والرفاعية (بيت الشيخ) كذلك هناك بيت السيد ويلقبون الحسيني وبيت حمزه العباسيين (آلاي بيك). أغلب السكان في تلك المدينة محبين للعلم وتخرجت من تلك المدينة عقول كبيرة في مختلف المجالات الطبية والهندسية والقانون وأساتذة الأدب والشعراء والفنون، ومنهم الدكتور عزت مصطفى وزير الصحة السابق الذي قدم خدمات كثيرة للمدينة والطبيب المعروف قاسم توفيق المفتي والسياسي والمحامي رسمي العامل، والقاضي مجيد نايف العاني والرحالة العراقي الأديب توفيق الفراتي حفيد الملا قاسم أفندي المفتي.
في عام 1984 انشأت مدينة عانة الجديدة وتبعد حوالي 10 كم عن الموقع القديم الذي سمي فيما بعد عانة القديمة والذي غمرته مياه البحيرة التي تكونت نتيجة إنشاء سد حديثة. قام بانشاء المدينة الجديدة شركة فرنسية وفق مواصفات هندسية وتخطيطية عالمية. وبمرور الوقت نمت المدينة وتوسعت كثيرًا لتصبح اضعاف المساحة التي صممت عليها المدينة الجديدة.
رغم أن المدينة الجديدة التي أقيمت تعويضا لسكان مدينة عانة تعتبر من المدن النموذجية الحديثة من حيث التصميم وطراز البناء ونوع البناء وحجمهِ حيث عهد باقامتها إلى إحدى الشركات الفرنسية الكبرى والتي نفذته على أكمل وجه. إلا أن ذلك لم يعوض سكان المدينة عن الألم النفسي الحاصل بسبب فقدانهم لمدينتهم التي عشقوا مائها وبساتينها وجزيراتها وشوارعها التي كانت تمتد وسط الخضرة والجبال، حتى ان أحد سكان عانة قال: لو اعطونا ذهباً وبنوا لنا مساكن من الماس فلن يعوضوا لنا مدينتنا.
يشتهر سكان مدينة عانة بالذكاء وطيبة القلب المفرطة، وتمسك أبناء تلك المدينة بالدين حيث يهرع الجميع إلى المساجد فور سماع الآذان تاركين أعمالهم ومحلاتهم التجارية مفتوحة لأداء الصلاة، وتمتلئ المساجد بالمصلين وقت الصلاة حتى إن بعضهم يصلي في الباحات الخارجية للمساجد لعدم وجود متسع في حرم المسجد.

## أحياء مدينة عانة
| اسم الحي          | مساحته | سكانه |
| حي القادسية       |        |       |
| حي الداخلية       |        |       |
| حي اليرموك        |        |       |
| حي السلام         |        |       |
| حي الزيتون        |        |       |
| حي النصر          |        |       |
| حي التضامن        |        |       |
| حي التآخي         |        |       |
| حي التأميم        |        |       |
| حي الصناعي        |        |       |
| مجمع الشقق السكني |        |       |

## السكان
أغلب سكان مدينة عانة حالياً هم من المسلمين السنة، أما اصل سكانها القدامى قبل الفتح الإسلامي لبلاد الرافدين فهم من الكلدان والبابليين، وكان يوجد فيها طائفة من اليهود الذين غادروها في عقد الخمسينيات من القرن العشرين.

## استعمالات الأرض
| الاستعمال  | مساحته هكتاراً |
| سكني       | 54            |
| تجاري      | 1             |
| صناعي      | 0.4           |
| نقل        | 19            |
| خدمي       | 22            |
| فضاء مفتوح | 64            |
|            | 160.4         |

## نواعير عانة
نواعير قلعة عانة
1. ناعور لوج
2. ناعور شاقولي
3. ناعور الزون
4. ناعور علاكة
5. ناعور العادلية
6. ناعور بستان البلد
7. ناعور الخريزة
8. ناعور الشبختان
9. ناعور بستان الشرقي
10. ناعور البستان الشرقي.[5]
11. ناعور الشبختان
12. ناعور الخيزرة
13. ناعور بستان البلد
14. ناعور العادلية
15. ناعور حمزة
16. ناعور لوج
17. ناعور الجنجي
18. ناعور لباد
19. ناعور شاقولي
20. ناعور الزون
21. ناعور بيت ناصر
22. ناعور علاكة
23. ناعور ورحاة الخطبة
24. نواعير بيت الشيخ

## نشأة عانة
تعد مدينة عانة من أقدم مدن العالم التي ما تزال مأهولة حتى الآن ولمدة 42 قرناً، وقد ذكرت في المخطوطات البابلية والمخطوطات العائدة لآشور ناصربال الثاني وتوكولتي- نينورتا الثاني وذكرها مؤرخون مثل أميانوس مارسيليانوس وزوميوس والقديس إيسيدور الإشبيلي وأبو الفداء.
وتشير بعض المصادر القديمة إلى أن مدينة عانة كانت تمتد على ضفتي النهر بحسب بيدرو تكسيراأ ديلا فاليه في رحلاتهب لكن ليونهارت راوولف والذي سبقهما في زيارته لمدينة عانة عام 1574 فقد نوه إلى أنها كانت مقسمة إلى جانبين أحدهما تركي محاط بالنهر ولا يمكن الوصول إليها إلا بالقارب أما القسم الآخر العربي الأكبر فيقع على الجانب الآخر من النهر.
وفي عهد الحكم العثماني للعراق، كانت عانة قضاء في ولاية بغداد.

## الملاحظات
^أ زار العراق عام 1610م:^ب زار العراق عام 1616م